# Allantocallopora cassidaeforma
Allantocallopora cassidaeforma är en mossdjursart som beskrevs av Jean-Loup d'Hondt och Schopf 1984. Allantocallopora cassidaeforma ingår i släktet Allantocallopora och familjen Calloporidae. Inga underarter finns listade i Catalogue of Life.